# Mike Royko
Mike Royko (ur. 19 września 1932, zm. 29 kwietnia 1997) – dziennikarz, felietonista, zdobywca nagrody Pulitzera, z pochodzenia Ukrainiec.
Wychował się w Chicago na Milwaukee Ave. Pisał o Chicago i jego mieszkańcach. Był również humorystą, co często udowadniał w swoich codziennych felietonach. Był laureatem nagrody ZNP oraz wielu innych. Jego felietony ukazywały się w 600 gazetach na terenie USA. Przez ostatnie 14 lat pisywał do "Chicago Tribune".